# Guillaume Caillet
Guillaume Caillet (m. 10 de Junho de 1358), também identificado como "Jacques Bonhomme", segundo Jean Froissart, foi o líder da revolta camponesa ocorrida na França em 1358 e conhecida como Jacquerie. Outras fontes, grafam seu sobrenome como: Callet, Carle, Cale ou Karle .
Provavelmente nasceu na aldeia de Mello em Beauvaisis. Seu nome ficou conhecido a partir da leitura das cartas de remissão produzidas pela autoridade real ao final da revolta. As crônicas da época o descrevem como um homem de certo carisma, “um homem bem informado e falante, com uma bela figura e forma".
Em Maio de 1358, os camponeses revoltados, conhecidos como "Jacques", o escolheram como líder e o nomearam como "rei" ou "capitão soberano da região plana"; no início ele recusou a nomeação, mas, ameaçado de morte, aceitou. Ele estava acompanhado por um membro da Ordem dos Hospitalários e um certo Jacques Bernier de Montataire.
Ele tentou em vão estabelecer uma frente comum com os parisienses liderados por Étienne Marcel.
Tentou organizar as hordas populares em batalhões para-militares e organizou uma hierarquia militar destinada a controlar minimamente os revoltosos. É também dele a iniciativa de adoptar o grito de guerra Montjoie et St. Denis, o grito tradicional do Rei de França, para salientar que a revolta era contra os nobres e não contra a casa real.
Em efeitos práticos, Cale pouco conseguiu fazer para impor a sua autoridade. Depois da batalha de Meaux, a 9 de Junho, onde milhares de camponeses foram mortos na tentativa de tomar o castelo da cidade, a nobreza começou um contra-ataque organizado.
Sob a ameaça do exército de Carlos II de Navarra, Cale propôs uma retirada em direção a Paris, onde tentaria obter o apoio do preboste Etienne Marcel. Os camponeses recusaram-se a obedecê-lo e, dada a iminência de batalha, Cale ordenou a formação de três batalhões. A decisão atempada de Cale conseguiu impressionar o Rei de Navarra, que hesitou em atacar a linha fortemente defensiva. Em vez disso, Carlos II procurou iniciar conversações e convidou Cale para negociar. O líder popular aceitou, confiando na palavra de cavaleiro do rei.
O problema é que, no ideal de cavalaria, a honra era considerada exclusiva da nobreza e portanto, os seus códigos não se aplicavam a meros camponeses. Por isso, Carlos II sentiu-se à vontade para quebrar a palavra e aprisionou Cale.
Sem seu líder, o exército camponês desfez-se e foi massacrado. Cale foi decapitado no mesmo dia, depois de ter sido coroado Rei dos Camponeses com uma coroa de ferro em brasa.
A Jacquerie foi destruída e os nobres promulgaram uma vingança sangrenta contra os camponeses que tinham ameaçado a ordem social medieval da França.